# Hồ Carlyle
Hồ Carlyle là một hồ chứa nhân tạo nằm phần lớn ở hạt Clinton, Illinois, với một phần nhỏ nằm ở trong các hạt Bond và Fayette. Đây là hồ nhân tạo lớn nhất ở Illinois và là hồ lớn nhất nằm trọn trong một bang.
Hồ này được Quân đoàn Kỹ sư Mỹ tạo ra sau khi xây đập Carlyle ngăn sông Kaskaskia, để tạo ra một hồ chứa có độ cao  136 trên mực nước biển. Khu vực Southern Illinois nơi hồ này đang tọa lạc khá bằng phẳng. Việc xây dựng con đập đã bắt đầu vào ngày 18 tháng 10 năm 1958 và khánh thành ngày 3 tháng 6 năm 1967.
Xung quanh hồ này có Công viên Bang Eldon Hazlet, Công viên Bang South Shore, và Khu vực quản lý đời sống hoang dã hồ Carlyle.
Hồ Carlyle này kiểm soát lũ lụt và có mực nước thay đổi theo mùa. Hồ này không phải là nơi phù hợp cho các hoạt động vui chơi giải trí như bơi lội vì bùn lầy.
Hồ này được nhiều người câu cá, chèo thuyền sử dụng. Nơi đây hàng năm có các cuộc thi bắt cá và thả.
Hồ được chia ra hai nửa không bằng nhau bằng một đường đắp cao dành cho xe lửa với chiều dài 6 km và 5 cây cầu thuộc đường sắt Burlington Northern Santa Fe. 600 mồ mả đã được di dời khỏi 7 nghĩa địa và có 69 giếng dầu đã được đậy nắp lại trước khi khu vực ngày nay là lòng hồ bị ngập trong nước. Hồ tiếp tục được Quân đoàn kỹ sư Mỹ quản lý.

## Liên kết ngoài

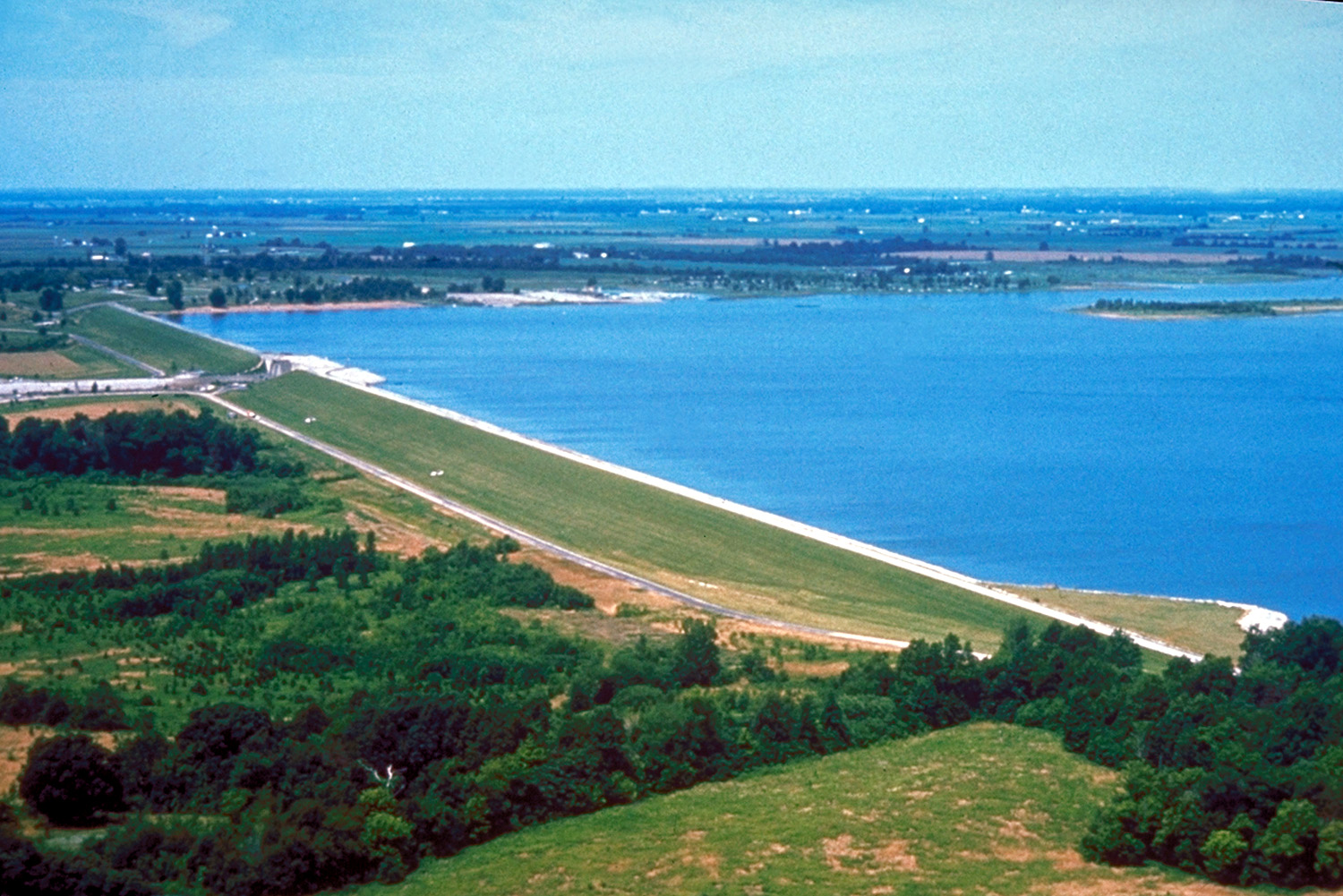
Đập Carlyle
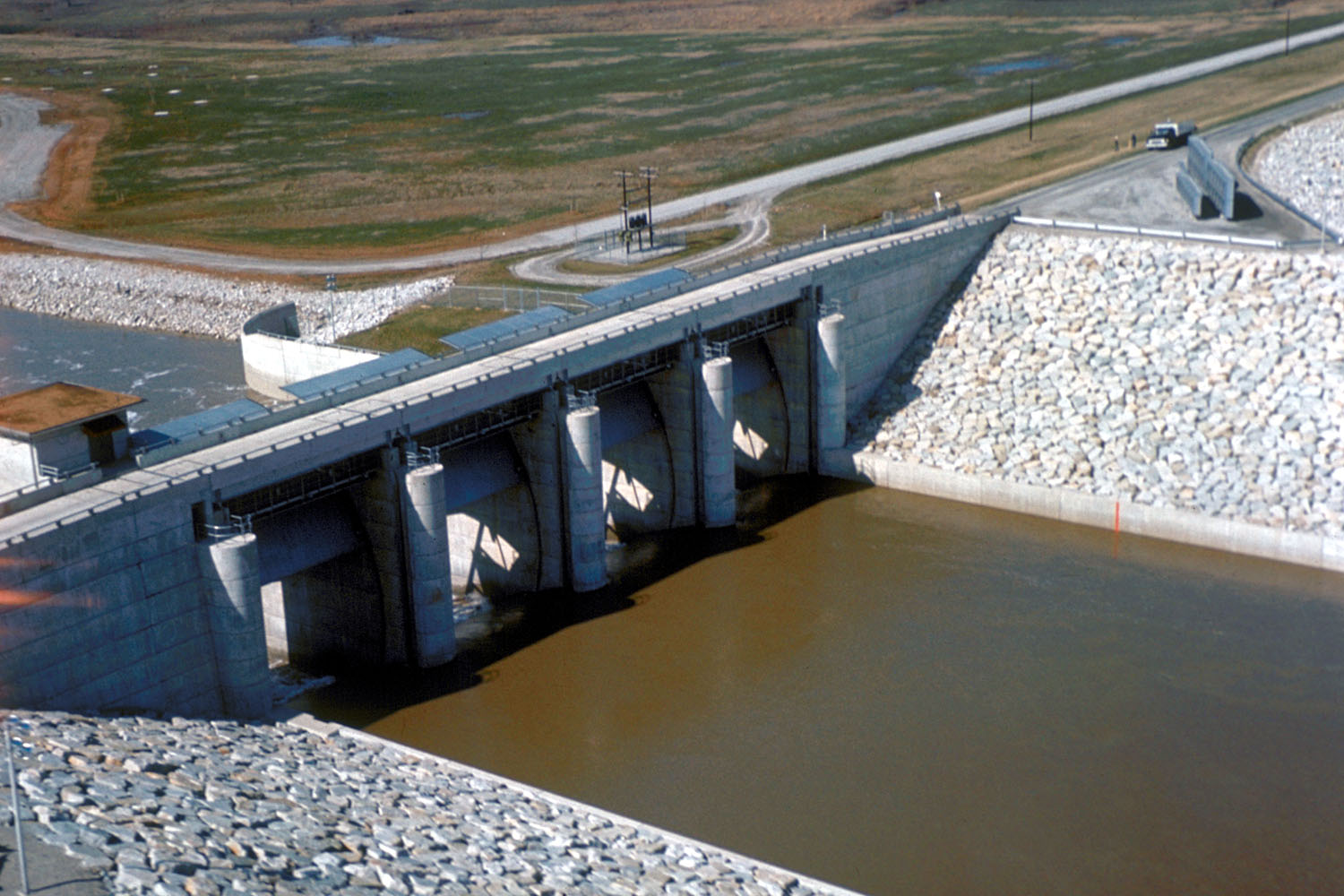
Đập Carlyle với các cửa được mở